# Карпинети
Карпинѐти (на италиански: Carpineti, на местен диалект Carpnèida, Карпънейда) е малко градче и община в северна Италия, провинция Реджо Емилия, регион Емилия-Романя. Разположено е на 1562 m надморска височина. Населението на общината е 4223 души (към 2010 г.).